# Арменци
Вижте пояснителната страница за други значения на Арменци.
Арменците са древна християнска нация, живееща в Армения както и в голяма част от западния свят. Те принадлежат към онези малочислени народи, които въпреки древността на произхода си съществуват и днес. Арменската народност е съсредоточена главно в Армения и съседните ѝ страни – Нагорни Карабах (историческо наименование Арцах), Грузия, Иран и Турция (след 1915 г. само в Цариград). По света има много разпръснати арменски общности, чието население значително надвишава арменците в родината им. Според различни оценки броят на арменците в света е достигнал 12 – 14 милиона души, от които само малка част живее в Република Армения (около 3 милиона души, 98,1% от населението на републиката).

## Етногенезис на арменците
Арменската държава възниква през VI век преди новата ера на територията на Мала Азия, където нейни предшественици са били: Царството Урарту, Хетското царство, Фригия и редица малки държави и конфедерации като Хайаса. Най-старото име, с което страната им е била позната, е било Наири, често споменавано 3000 г. пр.н.е. в историята на асирийците и вавилонците, които са били техни съседи. По-късно срещаме наименованието Урарту, от което произхожда името на планината Арарат, където според Библията се е спрял Ноевият ковчег. Арменците сами се наименуват хай, по родоначалника си Хайк, основател на първата арменска династия. Арменците са едни от първите, които са отглеждали пшеница и обработвали желязо. Били са добри скотовъдци и земеделци. Прочути са били с конете си, които по-късно се ползват от личната гвардия на византийските императори. Арменците са отглеждали много сортове грозде и кайсия. В Римската империя кайсията се е наричала арменска слива (Prunus Armeniaca), а минералът азурит – Lapis Armenius. Според древни пътешественици арменците са приготвяли вкусна бира. Били са изкусни и смели бойци, дали множество императори и императрици на византийския трон. Патриарх Фотий, който е учител на Светите Кирил и Методий, е също арменец. Арменците са просперирали в областта на астрономията, архитектурата, медицината, философията и др. науки. Арабските завоеватели намерили и унищожили в Армения множество ръкописни книги и библиотеки и поради това нарекли арменците „хора на книгите“. По време на турското владичество арменците са известни като добри земеделци, скотовъдци, занаятчии, производители на пастърма и килими, лекари и търговци.
Арменският народ първи приема християнството като официална религия (301 г.). Последното Арменско царство (1050 – 1375 г.) обхваща земи, които днес се намират в югоизточна Турция. Персия, Византия, арабите, монголите и турците господстват на нейна територия до XIX век. През 1820 г. част от историческа Армения, намираща се под персийско владичество, е присъединена към Русия.
В районите на историческа Армения, останали под турско владичество, през периода 1894 – 1896 г. и през 1915 – 1918 г. се извършва геноцид. Избити са над 3 милиона арменци. През периода 1894 – 96 г. (по различни оценки) са убити между 50 000 и 300 000 арменци, а през периода 1915 – 18 г. – между 1 и 1,5 милиона (виж Арменски геноцид).
През периода 1918 – 1920 г. Армения е независима република. В края на 1920 г., Турция завладява Западна Армения, а Червената армия навлиза в Източна Армения. Последната е присъединена към Съветския съюз (1922 г.), а по-късно образува Арменската ССР (1936 г.). През 1991 г., Арменската ССР обяви независимостта си от СССР.

## Арменска идентичност
Оформянето на арменската нация завършва по времето на Арташес I през II век преди нашата ера.

### Календар
Арменския календар е започвал на 21 март. По-късно той е започвал от
11 август 2492 г. пр.н.е. Годината 2000 от н.е., съгласно този метод на определяне на дати, е 4492 (2000+2492).

### Език и азбука
Арменският език е самостоятелен клон от семейството на индоевропейските езици. Лексиката му е заимствала думи от хетите, персите, гърците и др. народи.
Арменската азбука е на фонетичен принцип и оригинална по форма. Последната ѝ модификация е неизменна от началото на V век. Съдържа 36 букви (6 гласни и 30 съгласни). За удобство, към тези букви, през XII век са добавени две нови.

### Религии
Древните арменци са вярвали в множество божества. Всеки ден от месеца е имал име на определено божество. Християнската религия са приели през 301 г. като официална държавна религия. Арменската апостолическа църква е близка с Източноправославната църква, но има и някои канонични отлики. Също така има арменци католици, евангелисти и вярващи в различни протестантски деноминации.
Армения е родина на павликянството и тондракитите. Определена част от арменците са приели исляма (подробно виж препратките Hamshenis и Alevi) и техни потомци днес живеят в Турция, Близкия изток, Балканските страни и др.

### Носии и обичаи
Знае се, че древните арменски войници са имали островърхи шапки, къси копия и малки щитове, също като при тракийските племена (фриги, хети). Арменците са били не само смели бойци, но и добри конегледачи и ездачи. Арменската конница е била прочута, също като българската. По-късно гвардията на византийските императори се съставя от тази конница. Счита се, че прародина на известните и високо ценени арабски коне е Армения.
Обичаите и носиите на населението са твърде разнообразни, поради исторически стекли се обстоятелства, така както и езиковите диалекти, които в Историческа Армения са шестдесет.

## Известни арменци
Мовсес Хоренаци е арменски историк от V век. В неговата „История на Армения“ се споменава и за българите. Анания Ширакаци е арменски учен-енциклопедист от VII век. Той е известен с географския си каталог на света. Патриарх Фотий е енциклопедист и ритор (IX век). Историкът Степанос Таронци (Асохиг) (X - XI в.) е известен с всеобщата си история, в която дава информация и за цар Самуил. Торос Рослин е виден арменски миниатюрист от XIII век.
В по-ново време арменците са дали известни изобретатели като Ованес Адамян (Hovhannes Adamian) – създателя на факс машината и цветната телевизия, астрономи като академик Виктор Амбарцумян, пълководци като генерал-майор Д. А. Делянов и маршал Иван Баграмян, физици като братята Алиханян, известни историци като Никохайос Адонц, тримата братя Орбели (изтоковед, физиолог и един от основоположниците на подводната археология), композитора Арам Хачатурян и др. Известни са и двамата братя Микоян, от които единият е авиоконструктор, а другият Анастас Микоян е заемал висшия държавен пост в Съветския съюз – Председател на Президиума на Върховния съвет на СССР. В САЩ – Дьокмеджиян е два мандата поред избиран за губернатор на един от най-големите и проспериращи щати – Калифорния. Американският писател Уилям Сароян, на чието име е кръстено едно училище с преподаване на арменски език в центъра на София, е също арменец. Френският певец – Шарл Азнавур, френският писател Анри Троая, руският художник Иван Айвазовски, османският архитект Ховсеп Азнавур и видните османски архитекти от няколко поколения от рода Балян: Бали Калфа, Крикор Амира Балян, Гарабед Амира Балян и др. (вж приложената литература), видният египетски политик и първи министър-председател на Египет – Нубар Паша, световният шампион по шахмат Тигран Петросян, рок музиканта Серж Танкиан и много други арменци са дали своя принос в цивилизацията на народите.

## Арменци и България

### Заселвания
Арменци са се заселвали по-масово на Балканския полуостров от V век. От VIII век до X век византийските императори заселват в Тракия, Родопите и Македония няколкостотин хиляди арменци – павликяни и тондракити. Споменатите арменци, както и арменците от апостолическата църква в България от далечното минало – са се деарменизирали. Някои историци считат, че родът на цар Самуил или на неговата майка има арменски корен. Жената на цар Петър I – Мария (Ирина) Лакапина е внучка на византийския император от арменски произход Роман I Лакапин и майка на цар Борис II и цар Роман. Синът на цар Симеон – Иван е женен също за арменка.
През периода на османските завоевания (1363 – 1693 г.), последователни вълни от арменски преселници от Армения, Крим, Полско-литовската държава (Жечпосполита) и Мала Азия достигат до територията на днешна България.
20 хиляди арменци, след като вдигат бунт срещу Османската империя по времето на султан Абдул Хамид II, са насилствено установени в България от османските власти през 1894 г. – 1896 г. През Балканската война (1912 г. – 1913 г.) числото на арменците в България достига 35 хиляди и продължава да расте. След принудителното преселване на арменците в Турция поради бунтовете, които вдигат в Османска Турция през (1915 г. – 1922 г.), през 1922 г., по времето на управлението на Александър Стамболийски, 22 хиляди арменци намират подслон в България. Техните потомци и емигрантите от Армения, след разпадането на Съветския съюз, са повечето от днешните арменци в България.

### Следи на Балканите
Арменските преселници от периода на Средновековието, макар и да се деарменизирали, са оставили трайни следи в топонимията на българското землище:
- Арменица – неотъждествена днес местност в Рила, предадена на Рилския манастир с Рилската грамота на цар Иван Шишман;
- местността Арменци (Ерменлии) до село Бачково;
- река Ермянка или Ерменска, пресичаща с. Паталеница, Пазарджишко;
- река Ерменлийска, Никополско;
- Армянска поляна до село Видраре;
- местности: Ерменковото, Ерменски дол (2 топонима) и Ерменско кладенче, Врачанско;
- местности: Ерменкова орница и Ерменски дол, Монтанско;
- местността Ерменлии до село Царимир, Пловдивско;
- пещера Ермен дупка, с. Голема Раковица, община Елин Пелин, Софийска област, Смолски район, Средногорско-тракийска област, идентификация БФСп 4921, номер и район на пещерата 304017;
- село Мергеле (1576 г.), Пловдивско;
- местност Ерменлицкото, Златоградско;
- село Ерменлий (Стожер), Добричко;
- село Ерменлуй (днес Драгаш войвода), Плевенско;
- село Ерменлий (с. Богомил от 1934 г., престанало да съществува през 1937/1938 г. с изселването на жителите му в Турция), Варненско;
- село Армените, Габровско;
- местности: Арменските лозя, Армянков трап и Армянова зимница, Габровско;
- село Армянковци, Габровско;
- село Торос (от арменското „Торос“, означаващо „Божи дар“), Луковитско (Селото има и алтернативна славянска етимология[20]);
- село Арзан, Пернишко;
- село Зангочево (прозвищно име на днешните Сарая и Гелеменово);
- село Армелино (XVI в.) и местност Арменица (1378 г.), Дупнишко;
- село Ермени Махалеси, днес Татлъпънар, Лозенградско, Турция;
- село Ерменикьой, днес Елмалъ, Одринско, Турция;
- село Ерменикьой, днес Ихсание, Цариградско, Турция;
- село Долно Арменско (Арменско, днес Алонас) и Горно Арменци (1481 г.), Леринско, Гърция;
- село Арменово, днес Арменохори, Леринско, Гърция;
- град Арменополис, днес Герла (Gherla) (на латински: Armenopolis; на унгарски: Szamosújvár или Ormenyvaros; на арменски: Հայաքաղաք Hayakaghak; на немски: Neuschloss или Armenierstadt – „градът на арменците“) е град в областта Клуж, Румъния;
- село Прошевци (Пършовце), Тетовско;
- село Прочованци и село Турниковци (1570 г.), Вранско;
- село Норча, Прешевско;
- село Норово, махала Торник (1528/9 г.), Крушевско;
- местност Норойца, Нореска река и местност Клачов дол, Охридско;
- махала Армен (1570 г.), Кочанско;
- махала Арменка в Прилеп (1467/8 г.) и село Таронин (1337 г.), Прилепско;
- село Прошко (XVI в.), Кумановско;
- село Торнево (1378 г.) и село Карбинци, Щипско;
- множество наименования с корена „джур“ („чур“) и други.

За тези и други топоними подробно вижте трудовете на П. Голийски и Е. Селян.
Трябва обаче да се има предвид, че в доста от случаите с посочените селищни наименования те не са свързани с арменските преселници, а с трайни местообитания на мигриращи според сезоните арумъни (власи).

### Следи от духовната култура
Арменски ръкописи се съхраняват в много известни музеи в различни краища на света и в България, но съхраняваният в НБКМ в София, взет от Бачковския манастир, е много ценен, защото е един от петте известни най-стари арменски ръкописи. Този ръкопис е четириевангелие от 966 г., написан върху тъмен и дебел пергамент. Съдържа 267 страници.

### Споделяне съдбата на българите
Арменските преселници на българска земя споделят съдбата на българския народ и подпомагат българите по време на турското робство, освободителната Руско-турска война и Балканската война. Сред множеството впечатляващи примери е подвигът на началника на гара Татар Пазарджик – Ованес Съваджъян, който спасява от гибел българското население на този град по време на Руско-турската освободителна война. Той е носител на трите степени на ордените „За гражданска заслуга“ и „Св. Александър“, първи временен кмет на Татар Пазарджик и почетен гражданин на Пазарджик.
Много сходна е и историята на гр. Каварна. По време на Руско-турската освободителна война (1877 г.), каварненци въстават в защита на града срещи башибозушки и черкезки отряди. Герой от Руско-турската освободителна война от 1877 – 1878 г. е Еранос Ераносян, родом от Добрич (9 април 1844 г. – 19 юли 1877 г.). Исторически документи сочат, че по време на Руско-турската война арменецът Еранос Ераносян е началник на военния телеграф в Балчик. По време на Каварненското въстание, когато населението на града се вдига на въоръжена защита срещу напливащите башибозушки и черкезки орди, негова телеграма спасява Каварна от пълно унищожение, а жителите ѝ – от гибел. Телеграфистът Ераносян, без разрешението на властта, изпраща телеграма до чуждите консули във Варна и посланици в Цариград, в която съобщава за положението в Каварна. Той пише: „В този момент избиват християните в Каварна, която е на половин час път от Балчик. Ако никаква помощ не дойде до утре, всичко ще бъде свършено. Направете тази телеграма достояние на всички посланици“. Дипломатите реагират веднага пред Високата порта и принуждават турските управници да изпратят военни кораби, макар преди това многократно да отклонява молбите на каварненци. Еранос Ераносян успява да предупреди и спаси жителите на град Каварна от вилнеещите в Добруджа башибозушки орди, но загива при отбраната на града. По повод 130 години от Освобождението на България от османска власт на 14 декември 2007 г. признателните каварненци откриват паметник на Еранос Ераносян, известил Европа за изстъпленията на башибозуците по време на Каварненското въстание от 1877 г.

### Трудова дейност
Арменците дават своя принос в развитието на българските занаяти и промишленост. След Освобождението те са часовникари, златари, бижутери, фотографи, шивачки, шапкарки, плетачки на дантели, тъкачки на персийски килими. Арменци основават първата килимарска фабрика в Панагюрище, предприятия за свилоточене в Асеновград и Хасково, модерна тютюнева промишленост и нови технологии в текстилната, кожарската, леярската и др. индустрии. Арменец и българин са основатели на първата тъкачна фабрика за коприна в Сливен. Арменците участват в българското земеделие предимно като градинари и лозари. Важно значение за страната имат и постъпленията на арменски капитали от чужбина, благодарение на които се откриват арменски банки в София и Пловдив. Определено значение за България имат и редица дейци на културата, като композитора Натан бек Амирхан с псевдоним Князев, който е бил диригент на Софийската опера, автор на операта „Иванко“, балета „Хаджи Димитър“ и др.